# Esquí de fons als Jocs Olímpics d'hivern de 1992
Als Jocs Olímpics d'Hivern de 1992 celebrats a la ciutat d'Albertville (França) es disputaren deu proves d'esquí de fons, cinc en categoria masculina i cinc més en categoria femenina. En aquesta edició hi hagué una remodelació del programa: en categoria masculina la persecució 10/15 km. substituí els 15 quilòmetres i en categoria femenina la persecució 5/10 km substituí els 10 km i els 30 km. individuals els 20 quilòmetres.
Les proves es realitzaren entre els dies 9 i 22 de febrer de 1992 a les instal·lacions esportives de Les Saisies. Hi participaren un total de 223 esquiadors, entre ells 139 homes i 84 dones, de 40 comitès nacionals diferents.

## Resum de medalles

### Categoria masculina
| Prova                       | Or                                                                    | Argent                                                                    | Bronze                                                                    |
| 10 km clàssics Detalls      | Vegard Ulvang                                                         | Marco Albarello                                                           | Christer Majbäck                                                          |
| persecució 10/15 km Detalls | Bjørn Dæhlie                                                          | Vegard Ulvang                                                             | Giorgio Vanzetta                                                          |
| 30 km clàssics Detalls      | Vegard Ulvang                                                         | Bjørn Dæhlie                                                              | Terje Langli                                                              |
| 50 km lliures Detalls       | Bjørn Dæhlie                                                          | Maurilio De Zolt                                                          | Giorgio Vanzetta                                                          |
| 4x10 km relleus Detalls     | NoruegaTerje Langli · Vegard Ulvang · Kristen Skjeldal · Bjørn Dæhlie | ItàliaGiuseppe Pulie · Marco Albarello · Giorgio Vanzetta · Silvio Fauner | FinlàndiaMika Kuusisto · Harri Kirvesniemi · Jari Räsänen · Jari Isometsä |

### Categoria femenina
| Prova                      | Or                                                                            | Argent                                                                          | Bronze                                                                         |
| 5 km clàssics Detalls      | Marjut Lukkarinen                                                             | Liubov Iegórova                                                                 | Ielena Välbe                                                                   |
| persecució 5/10 km Detalls | Liubov Iegórova                                                               | Stefania Belmondo                                                               | Ielena Välbe                                                                   |
| 15 km clàssics Detalls     | Liubov Iegórova                                                               | Marjut Lukkarinen                                                               | Ielena Välbe                                                                   |
| 30 km lliures Detalls      | Stefania Belmondo                                                             | Liubov Iegórova                                                                 | Ielena Välbe                                                                   |
| 4x5 km relleus Detalls     | Equip Unificat Ielena Välbe Raïssa Smetànina Larissa Lazútina Liubov Iegórova | NoruegaSolveig Pedersen · Inger Helene Nybråten · Trude Dybendahl · Elin Nilsen | ItàliaBice Vanzetta · Manuela Di Centa · Gabriella Paruzzi · Stefania Belmondo |

## Medaller
| Posició | País           | Or | Argent | Bronze | Total |
| 1       | Noruega        | 5  | 3      | 1      | 9     |
| 2       | Equip Unificat | 3  | 2      | 4      | 9     |
| 3       | Itàlia         | 1  | 4      | 3      | 8     |
| 4       | Finlàndia      | 1  | 1      | 1      | 3     |
| 5       | Suècia         | 0  | 0      | 1      | 1     |
|         |                |    |        |        |       |
| Total   | Total          | 10 | 10     | 10     | 30    |